# Báo cáo

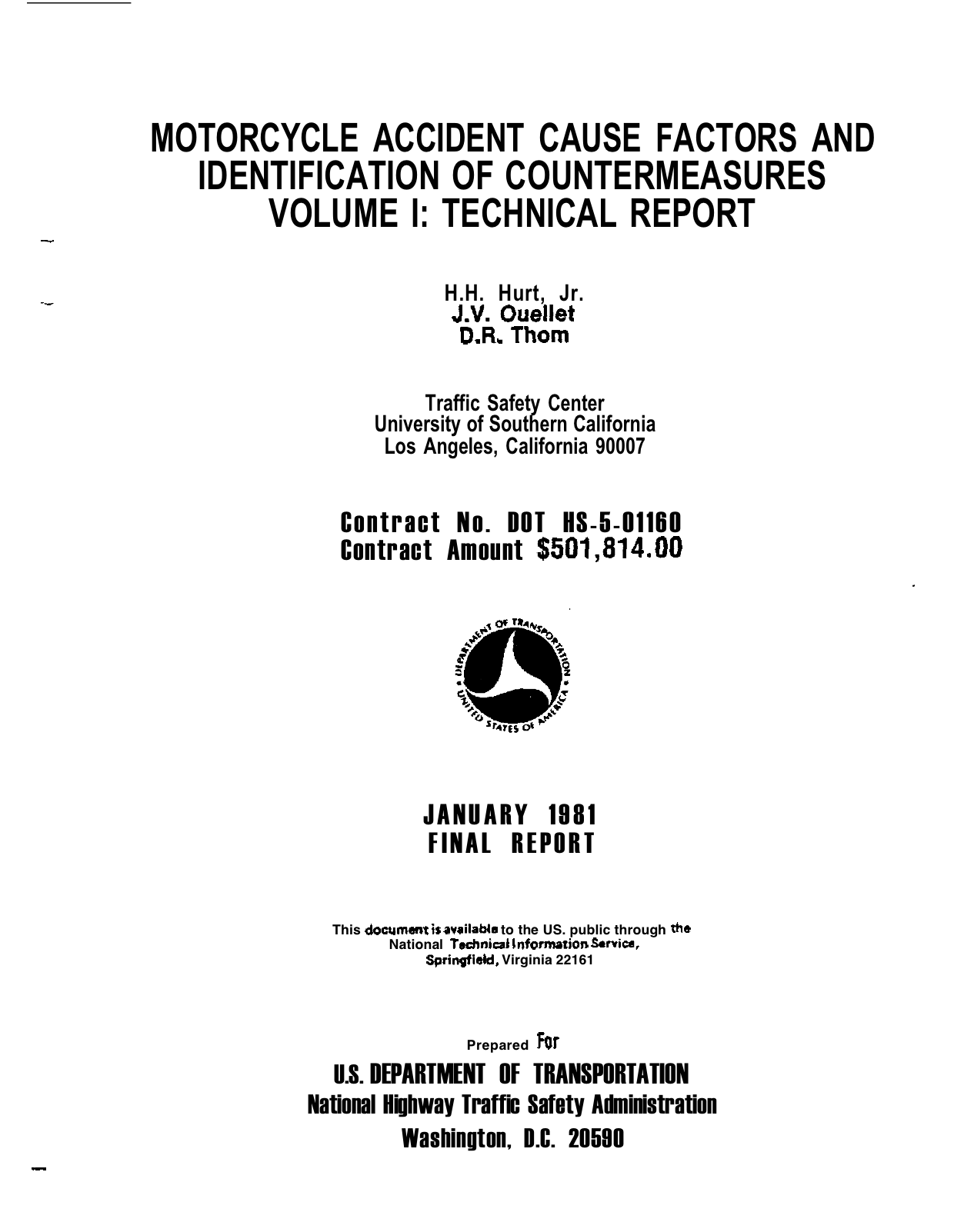
Một trang đầu tiên của bản báo cáo theo kiểu phương Tây

Một văn bản báo cáo là tập hợp những thông tin (thường thể hiện bằng các hình thức văn bản, lời nói, phát thanh, truyền hình, hoặc chiếu phim, slide, Power point....) được thực hiện với mục đích cụ thể nhằm thông tin chuyển tiếp hoặc tường trình, kể lại các sự kiện nhất định trong một hoàn cảnh hiện hành và có thể có hoặc không những nội dung kiến nghị, đề xuất.

## Đặc điểm
Báo cáo bằng văn bản hay văn bản báo cáo tức văn bản có tiêu đề có tên gọi là "Báo cáo" là những văn bản trình bày nội dung trọng tâm, nổi bật hoặc cập nhật cho một đối tượng cụ thể. Báo cáo thường được sử dụng để nêu lên các kết quả của một hoạt động, công tác, một thử nghiệm, điều tra, hoặc báo cáo yêu cầu (báo cáo đột xuất, báo cáo khẩn cấp, báo cáo chuyên đề hoặc báo cáo tham luận.... Đối tượng được báo cáo có thể là công cộng hay tư nhân, một cá nhân hoặc của cộng đồng nói chung.
Báo cáo được sử dụng trong kinh doanh, quản lý, hành chính, giáo dục, khoa học, và các lĩnh vực khác. Báo cáo có thể kết hợp sử dụng các tính năng như đồ họa, hình ảnh, âm thanh, giọng nói, hay những thuật ngữ, từ vựng chuyên ngành để thuyết phục rằng đối tượng cụ thể để thực hiện một chương trình hành động và đem lại những kết quả cụ thể được trình bày trong báo cáo.
Báo cáo là hình thức quan trọng trong hoạt động thực tiễn của con người. Nó chính là kết quả thông tin về một loạt các nhu cầu quan trọng đối với nhiều cá nhân, tổ chức quan trọng của xã hội. Đặc biệt những báo cáo kèm theo cảnh báo, khuyến nghị về an ninh trật tự, an toàn xã hội (báo cáo của cảnh sát, lệnh truy nã.....) là quan trọng cho xã hội nó hỗ trợ để truy tố các tội phạm trong khi cũng giúp đỡ những người vô tội trở thành trắng án.
Báo cáo là một phương pháp rất hữu ích cho việc theo dõi, cập nhật các thông tin quan trọng đồng thời qua đó có thể nắm được, thống kê, kiểm tra rà soát các thông tin, công việc, hoạt động. Thông tin trong các báo cáo được sử dụng để đưa ra những quyết định rất quan trọng ảnh hưởng đến cuộc sống của con người mỗi ngày.

## Hình thức
Hình thức báo cáo xuất hiện từ lâu trong lịch sử quản lý. Thời phong kiến ở châu Á có các hình thức mang tính báo cáo như bẩm báo, cấp báo, tấu trình, tâu lại (cho nhà Vua) là các hình thức báo cáo bằng miệng và các hình thức khác nhưng dâng sớ, làm bản tấu chương.... sau đó hình thức báo cáo ngày càng được áp dụng rộng rãi bằng hình thức văn bản và ngày này là hình thức báo cáo điện tử, báo cáo trực tuyến...
Một số loại báo cáo gồm: 
- Báo cáo khoa học
- Báo cáo khuyến nghị
- Báo cáo hàng năm (báo cáo thường niên hay báo cáo định kỳ)
- Báo cáo công tác
- Báo cáo chuyên đề,
- Báo cáo kiểm toán viên
- Báo cáo tường trình, sự vụ tại nơi làm việc
- Báo cáo điều tra dân số
- Báo cáo hội họp công tác (báo về từng chuyến đi công tác, làm việc được phân công)
- Báo cáo tiến độ (thường theo Kế hoạch hoặc công việc được giao),
- Báo cáo điều tra phục vụ cho các hoạt động điều tra, truy tố, xét xử, các hoạt động tố tụng.
- Báo cáo ngân sách
- Báo cáo chính sách
- Báo cáo tài chính
- Báo cáo nhân khẩu học,
- Báo cáo tín dụng
- Báo cáo thẩm định
- Báo cáo kiểm tra
- Báo cáo quân sự
- Báo cáo tình hình
- Báo cáo giải trình
- Báo cáo trách nhiệm
- Báo cáo kiểm điểm

Một trong các định dạng phổ biến nhất trong thời đại ngày này cho các báo cáo trình bày theo kỹ thuật IMRAD: Gồm các phần:
- Giới thiệu: nêu ra phần tổng quan, khái quát, đại cương, tổng luận chung cho chủ đề
- Phương pháp: Nêu ra cách thức tiến hành việc thu thập thông tin để đưa ra kết quả.
- Kết quả: Chỉ ra những mặt đạt được, chưa đạt được (thường kèm theo số liệu, dẫn chứng cụ thể và có thể có đánh giá)
- Thảo luận: Khơi gợi sự thảo luận của mọi người, đề xuất các ý kiến, các hướng mở trong báo cáo.....

Cấu trúc này là chuẩn cho thể loại IMRAD này bởi vì nó phản ánh các ấn phẩm truyền thống về nghiên cứu khoa học và có sự phản hồi các đặc tính và độ tin cậy. Các báo cáo không bắt buộc phải theo mô hình này, và có thể sử dụng các mẫu như vấn đề định dạng giải pháp thay thế.
Yếu tố bổ sung thường được sử dụng để thuyết phục độc giả bao gồm: Tiêu đề để chỉ ra các chủ đề, định dạng phức tạp hơn bao gồm các biểu đồ, bảng biểu, số liệu, hình ảnh, các bảng biểu nội dung, tóm tắt, mục lục, phụ lục, chú thích, liên kết ngoài, và tài liệu tham khảo.